# 星际旅行IX：起义
《星际旅行IX：起义》（英語：Star Trek: Insurrection）是一部1998年的科幻电影，由乔纳森·弗兰克斯导演，赖克·伯曼编剧（故事则由赖克·伯曼与皮勒共同发展），杰里·戈德史密斯配乐。这部电影是《星际旅行》系列的第9部电影，亦是《星际旅行：下一代》演员出演的第三部星旅电影。在电影中，星际舰队与索纳人阴谋窃取和平种族巴库人的星球，发现了这一阴谋的进取号发动了一场起义。
这部电影得到了褒贬不一的评价，其中的一致结论是这部电影的宏大程度还不如“电视剧中比较豪华的一集”。

## 外部連結
- 互联网电影数据库（IMDb）上《星际旅行IX：起义》的资料（英文）
- 爛番茄上《星际旅行IX：起义》的資料（英文）
- Box Office Mojo上《星际旅行IX：起义》的資料（英文）
- AllMovie上《星际旅行IX：起义》的资料（英文）
- Metacritic上《星际旅行IX：起义》的資料（英文）